# Naucalpan de Juárez

Zona municipalităţii Naucalpan de Juárez pe harta statului México.

Naucalpan de Juárez este un municipiu din statul México, Mexic. 